# وزير الدفاع (ألمانيا)
وزير الدفاع الاتحادي (بالألمانية: Bundesminister der Verteidigung) هو رئيس وزارة الدفاع الاتحادية وعضو في مجلس الوزراء الاتحادي.
وفقًا للمادة 65 أ من الدستور (بالألمانية: Grundgesetz)، وزير الدفاع الاتحادي هو القائد العام (بالألمانية: Inhaber der Befehls- und Kommandogewalt) للبوندسوير، القوات المسلحة الألمانية. تنص المادة 115 ب على أنه في حالة الدفاع، التي يعلنها البوندستاغ بموافقة البوندسرات، ينتقل الأمر العام إلى المستشار الاتحادي. الضابط العسكري الأعلى رتبة في الجيش الألماني هو المفتش العام للبوندسوير (بالألمانية: Generalinspekteur der Bundeswehr).

## قائمة أصحاب المناصب

### وزراء الدفاع، 1919-1935
| الصورة | الاسم (ولادة–وفاة)            | فترة شغل المنصب | فترة شغل المنصب | فترة شغل المنصب   | الحزب | الحزب                      |
| الصورة | الاسم (ولادة–وفاة)            | تولى المنصب     | غادر المنصب     | المدة             | الحزب | الحزب                      |
| ------ | ----------------------------- | --------------- | --------------- | ----------------- | ----- | -------------------------- |
|        | غوستاف نوسك ‏ (1868–1946)      | 13 فبراير 1919  | 22 مارس 1920    | 1 سنة و38 أيام    |       | الحزب الديمقراطي الاجتماعي |
|        | أوتو غيسلر ‏ (1875–1955)       | 27 مارس 1920    | 19 يناير 1928   | 7 سنوات و298 أيام |       | الحزب الديمقراطي الألماني  |
|        | فيلهلم غرونر ‏ (1867–1939)     | 19 يناير 1928   | 30 مايو 1932    | 4 سنوات و132 أيام |       | مستقل                      |
|        | كورت فون شلايشر (1882–1934)   | 1 يونيو 1932    | 28 يناير 1933   | 241 أيام          |       | مستقل                      |
|        | فيرنر فون بلومبرج (1878–1946) | 29 يناير 1933   | 21 مايو 1935    | 2 سنوات و112 أيام |       | مستقل                      |

### وزير الحرب، 1935-1938
| الصورة | الاسم (ولادة–وفاة)            | فترة شغل المنصب | فترة شغل المنصب      | فترة شغل المنصب   | الحزب | الحزب |
| الصورة | الاسم (ولادة–وفاة)            | تولى المنصب     | غادر المنصب          | المدة             | الحزب | الحزب |
| ------ | ----------------------------- | --------------- | -------------------- | ----------------- | ----- | ----- |
|        | فيرنر فون بلومبرج (1878–1946) | 21 مايو 1935    | 27 كانون الثاني 1938 | 2 سنوات و251 أيام |       | مستقل |

في عام 1938 تم إلغاء وزارة الحرب واستبدالها بـ القيادة العليا للفيرماخت (OKW)، نتيجة لقضية بلومبرج-فريتش.

### رئيسالقيادة العليا للفيرماخت(وزير الحربالفعلي، 1938-1945)
| الصورة | الاسم (ولادة–وفاة)       | فترة شغل المنصب | فترة شغل المنصب | فترة شغل المنصب  | الحزب | الحزب |
| الصورة | الاسم (ولادة–وفاة)       | تولى المنصب     | غادر المنصب     | المدة            | الحزب | الحزب |
| ------ | ------------------------ | --------------- | --------------- | ---------------- | ----- | ----- |
|        | فيلهلم كايتل (1882–1946) | 4 فبراير 1938   | 8 مايو 1945     | 7 سنوات و93 أيام |       | مستقل |

### وزير الحرب، 1945
| الصورة | الاسم (ولادة–وفاة)      | فترة شغل المنصب | فترة شغل المنصب | فترة شغل المنصب | الحزب | الحزب        |
| الصورة | الاسم (ولادة–وفاة)      | تولى المنصب     | غادر المنصب     | المدة           | الحزب | الحزب        |
| ------ | ----------------------- | --------------- | --------------- | --------------- | ----- | ------------ |
|        | كارل دونيتز (1891–1980) | 30 أبريل 1945   | 23 مايو 1945    | 23 أيام         |       | الحزب النازي |

### وزراء دفاع جمهورية ألمانيا الديمقراطية، 1956-1990
| الصورة | الاسم (ولادة–وفاة)           | فترة شغل المنصب | فترة شغل المنصب | فترة شغل المنصب    | الحزب | الحزب                   |
| الصورة | الاسم (ولادة–وفاة)           | تولى المنصب     | غادر المنصب     | المدة              | الحزب | الحزب                   |
| ------ | ---------------------------- | --------------- | --------------- | ------------------ | ----- | ----------------------- |
|        | فيلي شتوف (1914–1999)        | 1 مارس 1956     | 14 يوليو 1960   | 4 سنوات و135 أيام  |       | الوحدة الاشتراكية       |
|        | هاينز هوفمان (1910–1985)     | 14 يوليو 1960   | 2 ديسمبر 1985   | 25 سنوات و141 أيام |       | الوحدة الاشتراكية       |
|        | هاينز كيسلر ‏ (1920–2017)     | 3 ديسمبر 1985   | 18 نوفمبر 1989  | 3 سنوات و350 أيام  |       | الوحدة الاشتراكية       |
|        | ثيودور هوفمان (1935–2018)    | 18 نوفمبر 1989  | 12 أبريل 1990   | 145 أيام           |       | الوحدة الاشتراكية       |
|        | راينر إيبلمان ‏ (مواليد 1943) | 12 أبريل 1990   | 2 أكتوبر 1990   | 173 أيام           |       | حركة الصحوة الديمقراطية |

### وزراء الدفاع منذ عام 1955(Bundesminister der Verteidigung)
| الصورة | الاسم (ولادة–وفاة)                    | فترة شغل المنصب | فترة شغل المنصب | فترة شغل المنصب   | الحزب | الحزب                      |
| الصورة | الاسم (ولادة–وفاة)                    | تولى المنصب     | غادر المنصب     | المدة             | الحزب | الحزب                      |
| ------ | ------------------------------------- | --------------- | --------------- | ----------------- | ----- | -------------------------- |
|        | ثيودور بلانك (1905–1972)              | 7 يونيو 1955    | 16 أكتوبر 1956  | 4 سنوات و131 أيام |       | الاتحاد الديمقراطي المسيحي |
|        | فرانتس يوزيف شتراوس (1915–1988)       | 16 أكتوبر 1956  | 9 يناير 1963    | 6 سنوات و85 أيام  |       | الاتحاد الاجتماعي المسيحي  |
|        | كاي-أوف فون هاسل ‏ (1913–1997)         | 9 يناير 1963    | 1 ديسمبر 1966   | 3 سنوات و326 أيام |       | الاتحاد الديمقراطي المسيحي |
|        | غيرهارد شرودر (1910–1989)             | 1 ديسمبر 1966   | 21 أكتوبر 1969  | 2 سنوات و324 أيام |       | الاتحاد الديمقراطي المسيحي |
|        | هلموت شميت (1918–2015)                | 22 أكتوبر 1969  | 7 يوليو 1972    | 2 سنوات و259 أيام |       | الحزب الديمقراطي الاجتماعي |
|        | جورج ليبر ‏ (1920–2012)                | 7 يوليو 1972    | 16 فبراير 1978  | 5 سنوات و224 أيام |       | الحزب الديمقراطي الاجتماعي |
|        | هانز أبيل (1932–2011)                 | 17 فبراير 1978  | 1 أكتوبر 1982   | 4 سنوات و226 أيام |       | الحزب الديمقراطي الاجتماعي |
|        | مانفريد فورنر (1934–1994)             | 4 أكتوبر 1982   | 18 مايو 1988    | 5 سنوات و227 أيام |       | الاتحاد الديمقراطي المسيحي |
|        | روبرت شولتز ‏ (مواليد 1937)            | 18 مايو 1988    | 21 أبريل 1989   | 338 أيام          |       | الاتحاد الديمقراطي المسيحي |
|        | جيرهارد شتولتنبرج (1928–2001)         | 21 أبريل 1989   | 31 مارس 1992    | 2 سنوات و345 أيام |       | الاتحاد الديمقراطي المسيحي |
|        | فولكر روه ‏ (مواليد 1942)              | 1 أبريل 1992    | 26 أكتوبر 1998  | 6 سنوات و208 أيام |       | الاتحاد الديمقراطي المسيحي |
|        | رودولف شاربينج ‏ (مواليد 1947)         | 27 أكتوبر 1998  | 19 يوليو 2002   | 3 سنوات و265 أيام |       | الحزب الديمقراطي الاجتماعي |
|        | بيتر شتروك (1943–2012)                | 19 يوليو 2002   | 22 نوفمبر 2005  | 3 سنوات و126 أيام |       | الحزب الديمقراطي الاجتماعي |
|        | فرانس جوزف يونغ (مواليد 1949)         | 22 نوفمبر 2005  | 28 أكتوبر 2009  | 3 سنوات و340 أيام |       | الاتحاد الديمقراطي المسيحي |
|        | كارل تيودور تسو غوتنبرغ (مواليد 1971) | 28 أكتوبر 2009  | 3 مارس 2011     | 1 سنة و126 أيام   |       | الاتحاد الاجتماعي المسيحي  |
|        | توماس دي ميزير (مواليد1954)           | 3 مارس 2011     | 17 ديسمبر 2013  | 2 سنوات و279 أيام |       | الاتحاد الديمقراطي المسيحي |
|        | أورسولا فون دير لاين (مواليد 1958)    | 17 ديسمبر 2013  | 17 يوليو 2019   | 5 سنوات و212 أيام |       | الاتحاد الديمقراطي المسيحي |
|        | أنغريت كرامب كارينباور (مواليد 1962)  | 17 يوليو 2019   | 8 ديسمبر 2021   | 2 سنوات و154 أيام |       | الاتحاد الديمقراطي المسيحي |
|        | كريستينه لامبريشت (مواليد 1965)       | 8 ديسمبر 2021   | 19 يناير 2023   | 1 سنة و42 أيام    |       | الحزب الديمقراطي الاجتماعي |
|        | بوريس بيستوريوس (مواليد 1960)         | 19 يناير 2023   | في المنصب       | 2 سنوات و166 أيام |       | الحزب الديمقراطي الاجتماعي |